# Notopygus virginiensis
Notopygus virginiensis là một loài tò vò trong họ Ichneumonidae.